# Capelito
Capelito est une série télévisée d'animation espagnole en stop-motion en 26 épisodes de 5 minutes, réalisée et créée par Rodolfo Pastor. Elle a été diffusée pour la première fois à partir du 4 avril 2001 dans Debout les Zouzous.

## Synopsis
Capelito est un champignon magique qui a la capacité de changer de forme dès qu'il appuie sur son nez.

## Fiche technique
- Création : Rodolfo Pastor
- Chara design : Cesc Muñoz, Heather Tozer
- Décors : Nona Umbert
- Musiques : Oscar Blanco

## Épisodes

### Saison 1
1. Docteur
2. Écrivain
3. Marionnettiste
4. Cinéaste
5. Flutiste
6. Magicien
7. Enrhumé
8. Épouvantail
9. Modéliste
10. Rêveur
11. Peintre
12. Couvreur
13. Gourmand
14. Pilote
15. Troubadour
16. Pirate
17. Plongeur
18. Ténor
19. Poilu
20. Pêcheur
21. Danseur
22. Glacier
23. Sculpteur
24. Inventeur
25. Jardinier
26. Papa